# نايل هوبر
نايل هوبر (بالإنجليزية: Niall Hopper)‏ هو لاعب كرة قدم بريطاني في مركز نصف الجناح، ولد في 5 سبتمبر 1935 في اسكتلندا في المملكة المتحدة. لعب مع نادي كوينز بارك.